# Ringmer
Ringmer is een civil parish in het bestuurlijke gebied Lewes, in het Engelse graafschap East Sussex met 4648 inwoners.